# Estación de La Zarza
La Zarza fue una estación de ferrocarril situada en el municipio español de La Zarza-Perrunal, en la provincia de Huelva, comunidad autónoma de Andalucía. Las instalaciones formaban parte de un ramal del ferrocarril de Tharsis y prestaban servicio al complejo minero de La Zarza. 

## Historia
En 1888 entró en servicio la línea Empalme-La Zarza, un ramal del ferrocarril de Tharsis que enlazaba la vía general con la mina de La Zarza. Las obras corrieron a cargo de la Tharsis Sulphur and Copper Company Limited, que buscaba dar salida a los minerales que extraía en la zona hasta la costa. En La Zarza se articuló un complejo ferroviario compuesto por numerosas vías dedicadas a la formación de trenes y ramales que conectaban con las instalaciones de carácter minero-industrial. A finales de la década de 1970 las instalaciones pasaron a manos de la Compañía Española de Minas de Tharsis. El ramal se mantuvo en servicio hasta su cierre al tráfico en 1991, siendo levantadas las vías con posterioridad. En la actualidad la estación se encuentra abandonada.

## Características
Esta estación constituía la cabecera del ramal que enlazaba La Zarza con la vía general de Tharsis. El núcleo del complejo ferroviario se encontraba situado al sur de la corta de los Silos, muy cerca las instalaciones del Pozo n.º 4, y disponía de diversas vías. El edificio principal de la estación presenta una planta rectangular 22,5 metros de largo por 9,5 metros de ancho y dispone de dos alturas. En la actualidad su estructura se mantiene en mal estado de conservación. En los alrededores existían otras edificaciones de carácter auxiliar que completaban el complejo.